# Vredesmolen
De Vredesmolen (ook "Oude molen", "Van Couillie's molen" of "Afgeschoten molen") is een voormalige windmolen in het Belgische dorp Klerken (Houthulst). De vroegere houten graan- en oliemolen ligt op het hoogste punt van het dorp (43 meter) en werd daarom door de Duitsers tijdens de Eerste Wereldoorlog als uitkijkpost gebruikt. Tijdens het eindoffensief werd hij door de geallieerden veroverd, maar de Duitsers hadden de molen toen al verlaten via een ondergrondse gang. De molen is een zeldzaam voorbeeld van een molenruïne en werd op 1 april 1999 een beschermd monument. Op dezelfde datum kreeg hij ook zijn officiële naam "Vredesmolen".

## Geschiedenis (1791-1913)
De huidige romp van de stenen windmolen werd voorafgegaan door een houten staakmolen om olie te slaan. Deze werd opgericht bij octrooi van 7 juni 1766 aan Jacobus Ferdinand de Necker uit Klerken. Op 1 augustus 1791 kon deze Jacobus Ferdinand de Necker het octrooi bekomen om zijn oliewindmolen ook in te richten als graanmolen. De molen kreeg aldus een dubbele functie: het slaan van olie en het malen van graan. Daartoe werd de houten molenkast ingericht met drie zolders.
In 1879 liet de nieuwe eigenaar Louis Vandenbussche de houten staakmolen vervangen door een stenen stellingmolen met een ijzeren gaanderij. Deze had uiteraard een veel grotere productiecapaciteit. Er was een benedenverdieping (olieslagerij) en vier zolders (graanmolen). Bovendien werd in 1880 een stoommachine geplaatst in een bijgebouwtje aan de zuidzijde, zodat nu ook bij windstilte gewerkt kon worden. Het bijgebouw bezat een schoorsteen. Het huidige bijgebouw aan de oostzijde is van net na de oorlog (1920). In 1901 werd de olie-inrichting verwijderd, aangezien de oliemolens hun economisch nut toen al verloren hadden. De molen bleef in werking als graanmolen, tot bij het uitbreken van de Eerste Wereldoorlog.

## Een stille getuige van de Eerste Wereldoorlog
In 1914 werd het neutrale België meegesleept in een groot conflict tussen de toenmalige supermachten Frankrijk en Groot-Brittannië en een nieuwe opkomende grootmacht, het keizerrijk Duitsland. Op 2 augustus 1914 kwam er een Duits ultimatum, waarbij vrije doorgang werd gevraagd over Belgisch grondgebied om zogezegd een Franse aanval te verhinderen. Dit ultimatum was voor België onaanvaardbaar. Op 4 augustus vielen de Duitsers België binnen. Er werd hard gevochten, maar de overmacht was te groot.
In de Westhoek was het bang afwachten. De inwoners wisten dat de Duitsers op komst waren. De eerste Duitsers, een groep zogenaamde Ulanen (verkenners te paard) bereikten reeds op 12 september 1914 het dorpje Esen. Een gevat optreden van Belgische soldaten zorgde er echter voor dat deze Ulanen het hazenpad kozen al over Klerken-Smisse. Het was slechts uitstel. Vluchtelingen die massaal richting de IJzer trokken brachten onheilspellend nieuws. De Duitsers rukten gestadig op. Het betrof de 43e Reservedivisie. Op 20 oktober 1914 vluchtten de meeste Klerkenaars massaal voor het oorlogsgeweld richting de IJzer. De volgende dag was hun dorp bezet. In de volgende dagen werd Klerken veelvuldig het doelwit van artilleriebombardementen. Geen enkel huis bleef onbeschadigd. Kerk en pastorij werden herleid tot ruïnes.
De molen van Klerken, gebouwd voorbij de Smisse (het hoogste punt in Klerken), bleef ondanks alle beschietingen vrij intact en werd door de Duitsers als uitkijkpost gebruikt. Het uitstekende uitzicht vanuit de molen, 43m boven de zeespiegel, was voor hen zeer handig.
De molen brandde in 1917 echter uit na een inslag van een projectiel. De Duitsers dienden een nieuwe trap in de molen te timmeren.
Op 28 september 1918 brak dan het langverwachte tegenoffensief los. Na een zware artilleriebeschieting slaagden 14 Belgische divisies uit te breken tussen Ieper en Diksmuide. Na hevige gevechten werd Klerken-dorp dezelfde dag nog veroverd door het 2de, 22e en 3e Linieregiment, ondersteund door de 1e en 13e artillerie. De Duitsers konden echter op de strategische hoogte van de molen standhouden. Er werd besloten 's anderendaags een nieuwe poging te wagen om dit mitrailleursnest uit te schakelen. Toen in de morgen van 29 september 1918 de aanval werd ingezet bleek tot grote verrassing van de Belgen dat er geen weerstand meer werd geboden. Beducht voor een valstrik werd de molen beslopen maar er waren geen Duitsers meer te bespeuren. Het bleek dat de Duitsers via een tijdens de oorlog gegraven onderaardse gang, die uitkwam in een lagergelegen weide, de molen hadden verlaten en zich hadden teruggetrokken op Flandern II stellung, die liep over Handzame, Hooglede en Roeselare. De ingang van deze onderaardse gang is nog zichtbaar in het bijgebouw, maar de gang zelf is een paar jaar geleden ingestort.

## De molen na oorlog

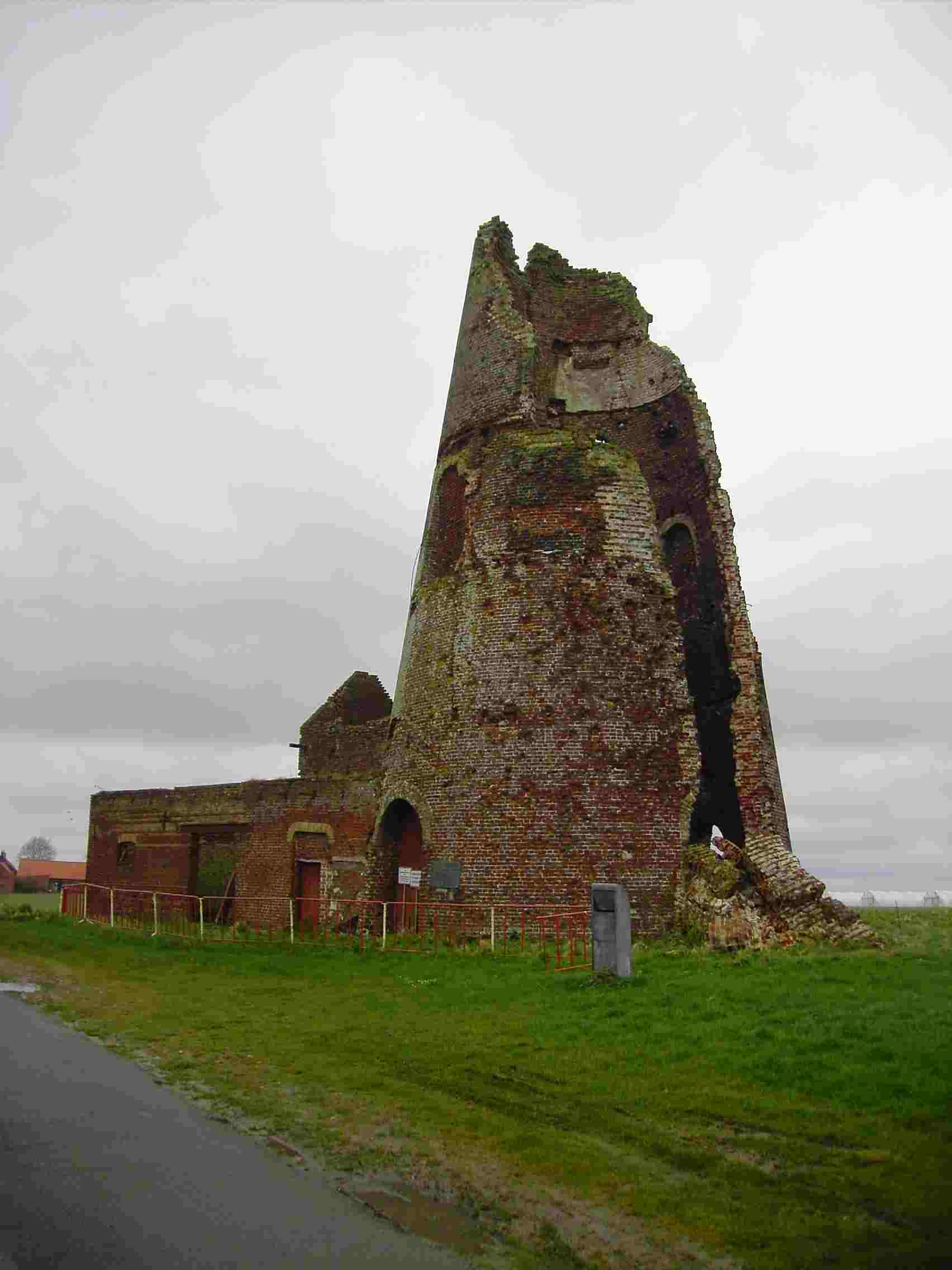
De Vredesmolen vóór de restauratie van 2011-2013

Na de wapenstilstand op 11 november 1918 kwamen de Klerkenaars geleidelijk aan terug en begonnen met vereende krachten aan de heropbouw van hun dorp, zodat reeds in 1922 zowat alle gemeenten opnieuw waren heropgebouwd.
De molen van Klerken bleef na de oorlog particulier bezit en werd door de eigenaars niet meer hersteld. Hij bleef aldus een blijvende herinnering aan de verwoestingen die de Eerste Wereldoorlog in Klerken en omliggende had teweeggebracht.
In 1983 donderde een groot muurgedeelte naar beneden. In 1997 lanceerde de Dorpsraad van Klerken een actie tot redding van de molen. Ze hield een fototentoonstelling en een petitieactie. Dit leverde bijna 650 handtekeningen op, op een totaal van 535 huizen. Op de open vergadering van april 1997 werden een paar routes voorgesteld die langs de molenruïne zouden voorbijkomen. Dat leidde tot de bescherming van de molen als monument op 1 april 1999, net als zijn omgeving. De gemeente nam de molen over en ontvouwde haar plannen om de molen te behouden als oorlogsmonument. De molenruïne zou dus niet meer maalvaardig gemaakt worden, maar geconsolideerd als herinnering aan de Eerste Wereldoorlog en aan de wens tot permanente vrede. De molen werd trouwens herdoopt tot "Vredesmolen".
Door de storm van donderdag 17 januari 2006 ontstond aan de westzijde van de molenromp een metersbrede bres, zodat de kuip niet meer rondom aaneenhield. Hierdoor was de gehele constructie onstabiel geworden. Het aanvankelijke plan van de gemeente Houthulst om de opening met snelbouwstenen te dichten, werd niet gerealiseerd. In 2008 werden de noodzakelijkste beveiligings- en stabiliseringswerken uitgevoerd en in september 2009 werd uiteindelijk bekendgemaakt dat de molen zou worden gerenoveerd tegen de herdenkingen van 2014-2018.
De eigenlijke restauratie werd aangevat op het einde van 2011. Hiertoe kende de Vlaamse Gemeenschap een restauratiepremie van ruim 400.000 euro toe, terwijl ook de Provincie en de gemeente hun wettelijk aandeel bijdroegen. De molenromp werd, zoals eerder al voorzien, geconsolideerd in de bestaande toestand, d.w.z. als oorlogsruïne met behoud van de bres aan de westzijde. Binnenin werd het bouwwerk verankerd door middel van een stalen constructie. Tegelijk werd een stalen wenteltrap aangebracht die leidt naar een platform van waar men een panoramisch uitzicht over de ruime omgeving heeft. De werken waren voltooid in de zomer van 2013. Hiermee is de molen niet alleen een authentiek oorlogsmonument, maar heeft hij ook opnieuw de functie van uitkijkpunt gekregen die hij tijdens de Eerste Wereldoorlog had.

## Afbeeldingen

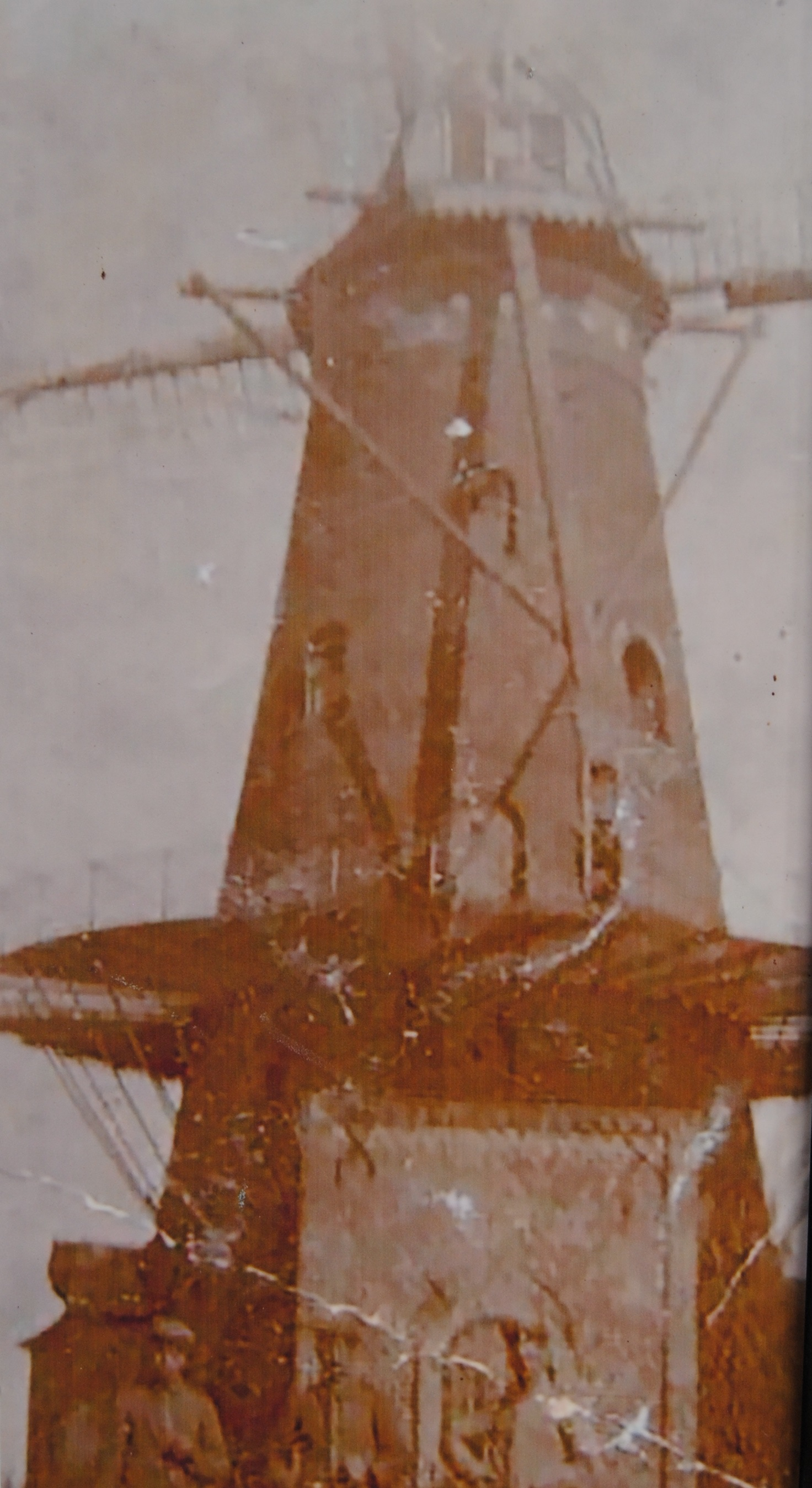
Vredesmolen (1914) aan het begin van de bezetting
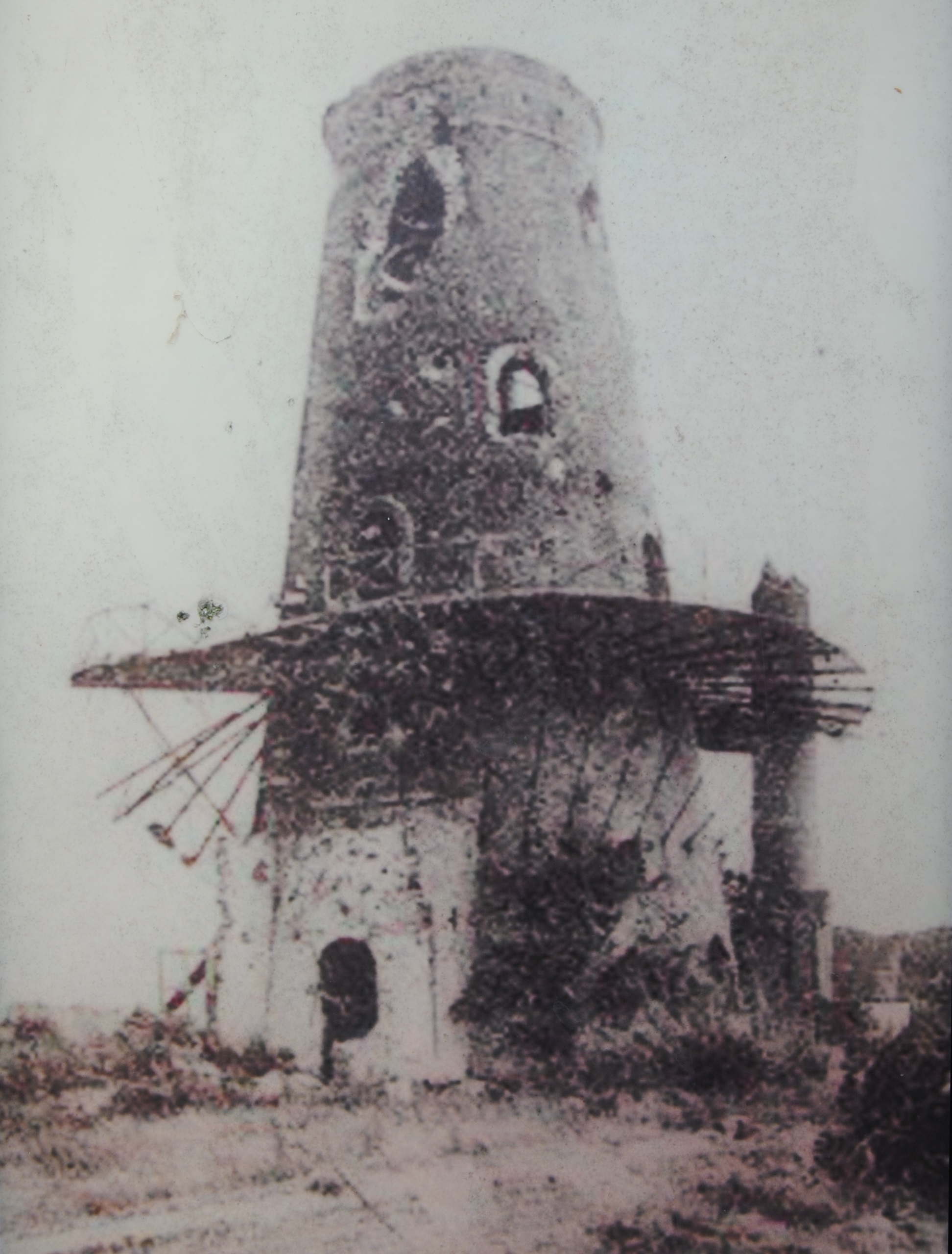
Vredesmolen (1918) aan het einde van de oorlog
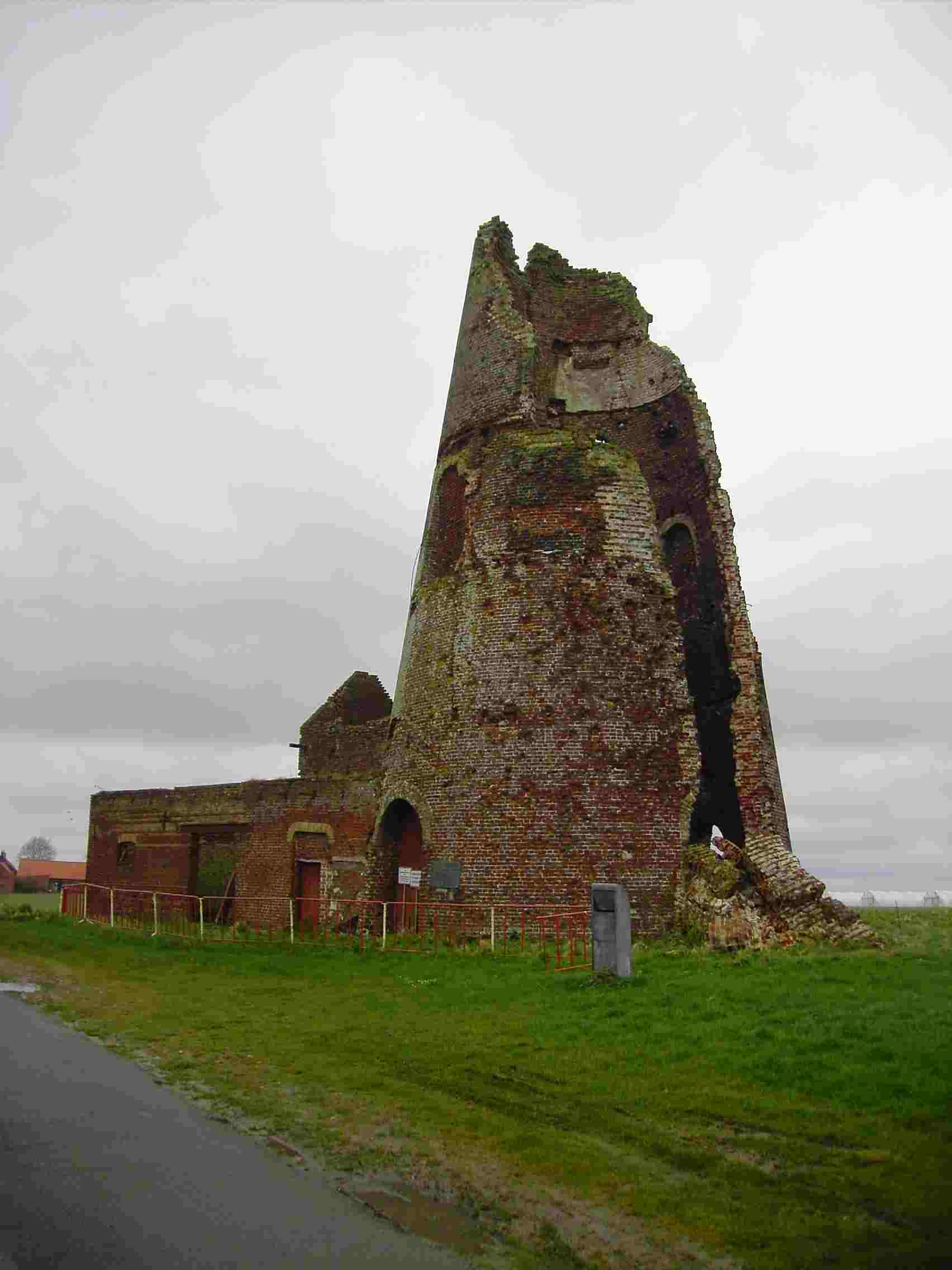
Vredemolen (2010)
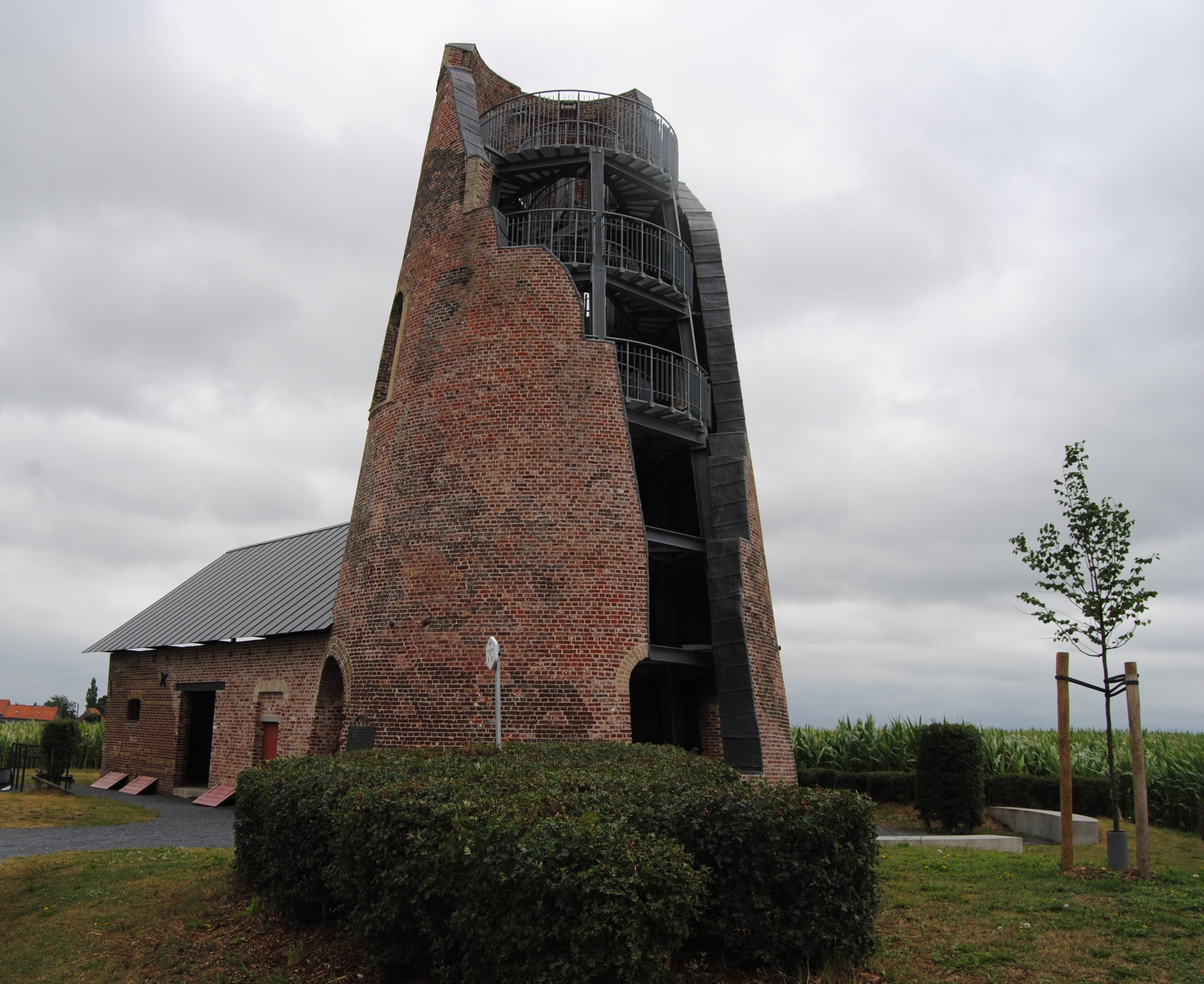
Vredemolen (2019)
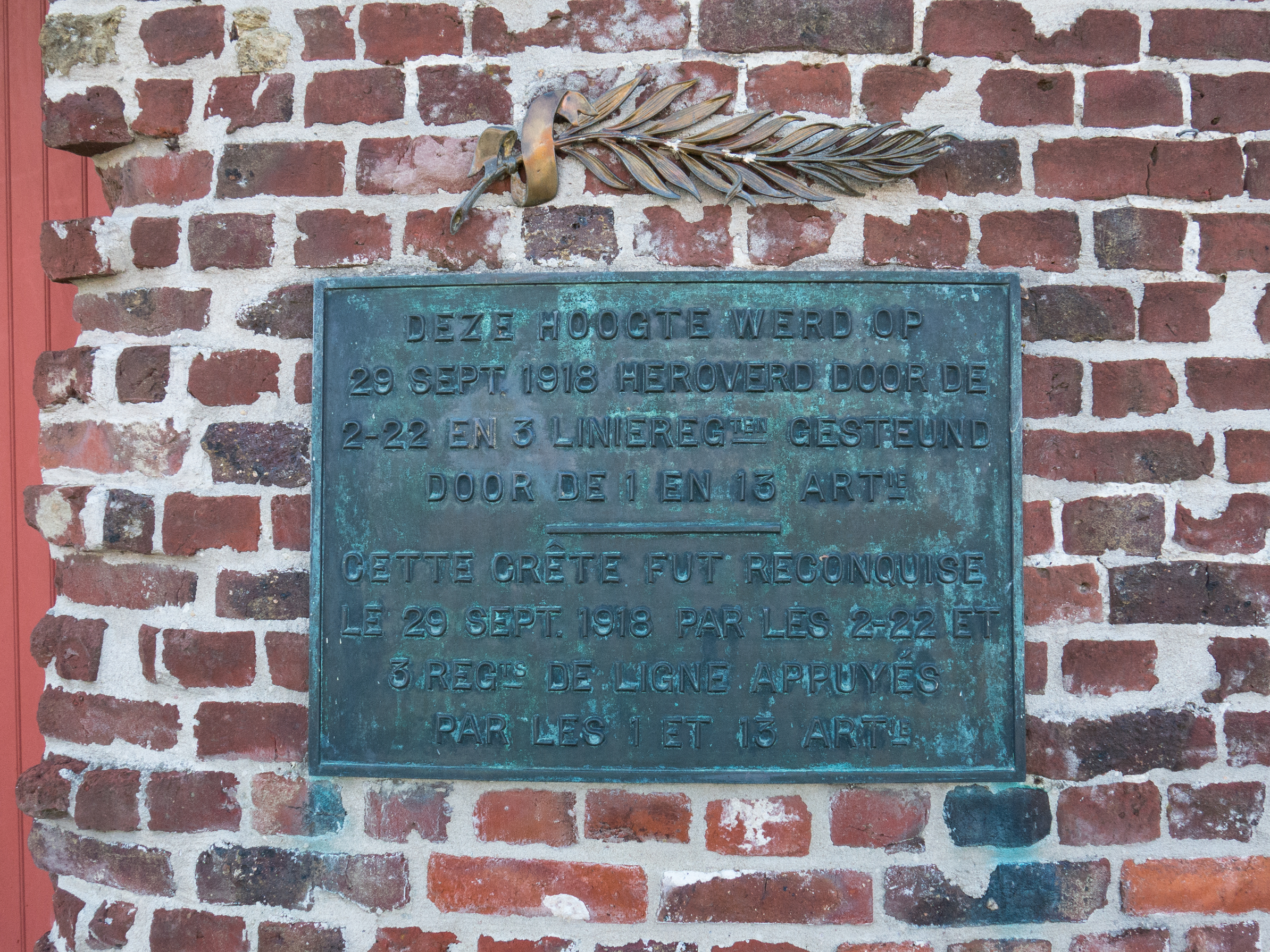
Infobord
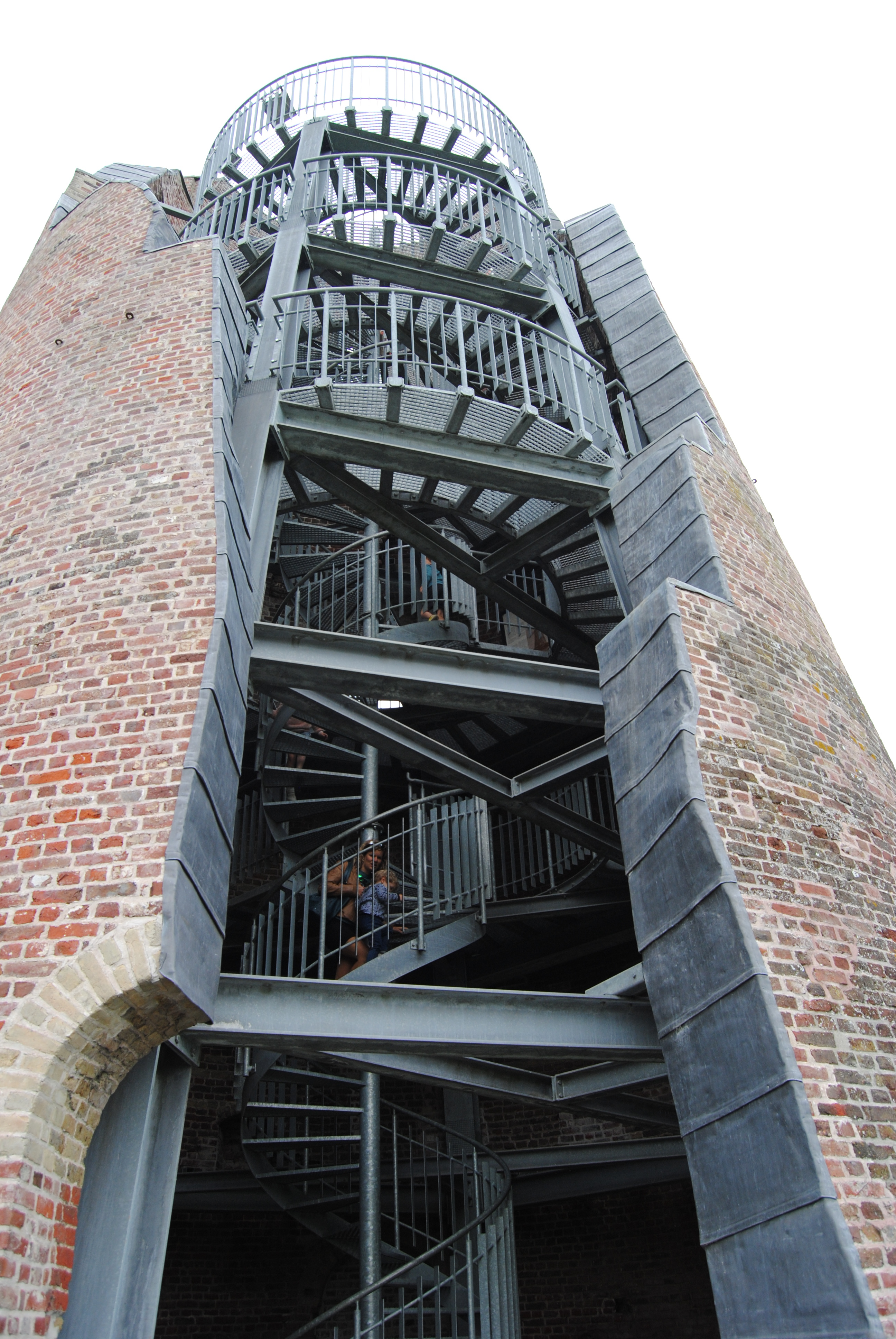
Vredemolen trap
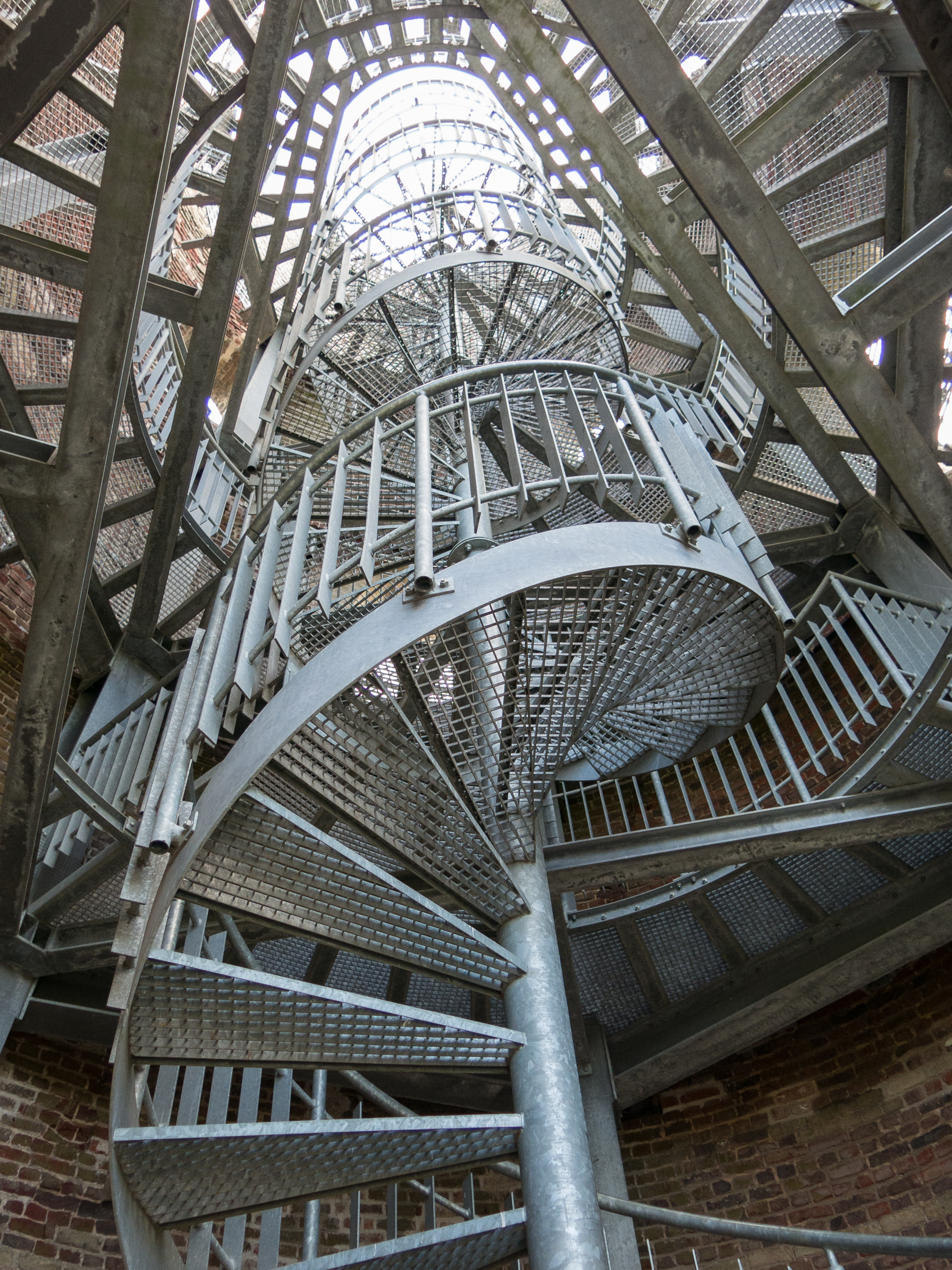
Vredesmolen trap
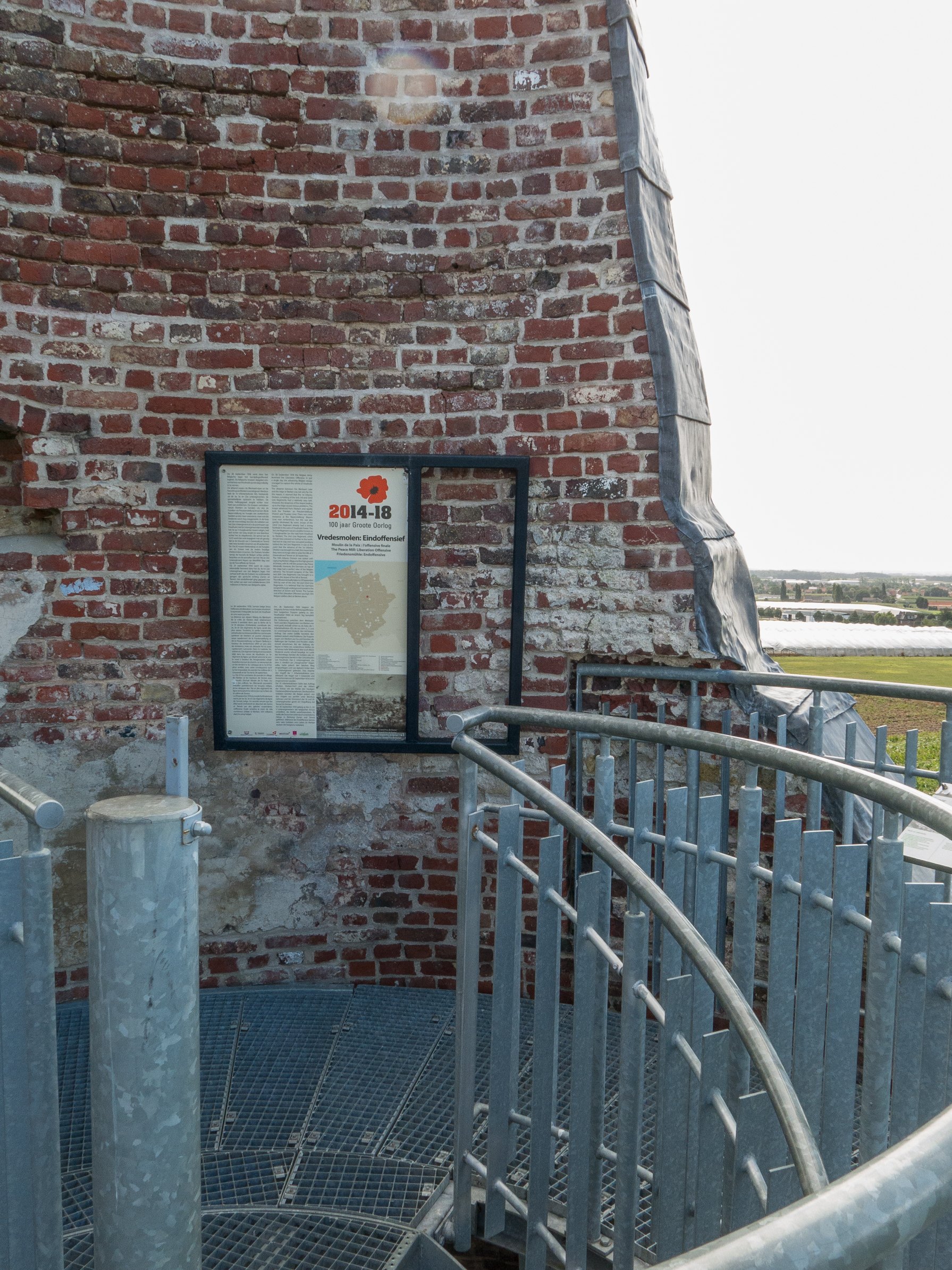
Uitzicht vanop de Vredemolen

- Inventaris van het Bouwkundig Erfgoed (Vlaanderen): 79523